# 巴西坎皮纳斯圣殿
巴西坎皮纳斯圣殿（Campinas Brazil Temple）是耶穌基督後期聖徒教會的第111个圣殿，也是巴西的第4座圣殿，位于巴西圣保罗州坎皮纳斯的一座山上。
开工仪式在1998年5月1日举行。2002年4月20日到5月11日对公众开放，5月17日总会长 Gordon B. Hinckley主持奉献仪式。面积48,100平方英尺（4,470平方）。